# Rötfeber
Rötfeber är ett äldre medicinskt samlingsnamn för en rad olika epidemiska febersjukdomar som så ofta härjade i dåtidens ohygieniska städer. Benämningen är vanligt förekommande som allmän dödsorsak i svenska kyrkböcker och dylikt in på 1800-talet. Det allmängiltiga namnet gjorde att rötfeber användes som diagnos för många olika sjukdomsförlopp: hög feber med symtom av kroppslig förruttnelse, som till exempel rutten stinkande lukt eller illaluktande utslag, febersjukdomar som tyfoidfeber och fläcktyfus, samt situationer där döden var till följd av en blodförgiftning, till exempel vid kallbrand (gangrän).
Rötfeber betecknades som en av dödsorsakerna för kung Karl X Gustav (1622-1660). Kungen smittades med stor säkerhet av en epidemisk febersjukdom då han besökte Göteborg 1659/1660 för ständernas sammankallande till riksdag.